# ガイウス・ウァレリウス・カトゥルス
ガイウス・ウァレリウス・カトゥルス（ラテン語: Gaius Valerius Catullus, 紀元前84年頃 - 紀元前54年頃) は、共和政ローマ期の抒情詩人。恋愛詩に優れた。『歌集』(Carmina) が残る。
カトゥルスの恋愛詩は多くはレスビアという女性にあてられているが、これは仮名であり、実名はクローディア・メテッリという貴婦人であると広く信じられてきた。
カトゥルスはギリシア詩壇の影響を受け、精緻な修辞を用い、遊戯的な手法により軽妙な筆致で恋情を歌う詩風により、初期ラテン文学における恋愛詩の分野を開拓した。「私のレスビア、共に生きよう、そして愛し合おう」で始まる『歌集』の第5歌はとりわけ有名である。

## 文献
- 『ローマ恋愛詩人集』 中山恒夫編訳、国文社「アウロラ叢書」、1985年
- 『恋愛詩集』 岩崎務訳、京都大学学術出版会「西洋古典叢書」、2025年。ISBN 9784814006021。他はティブッルス

## 画像

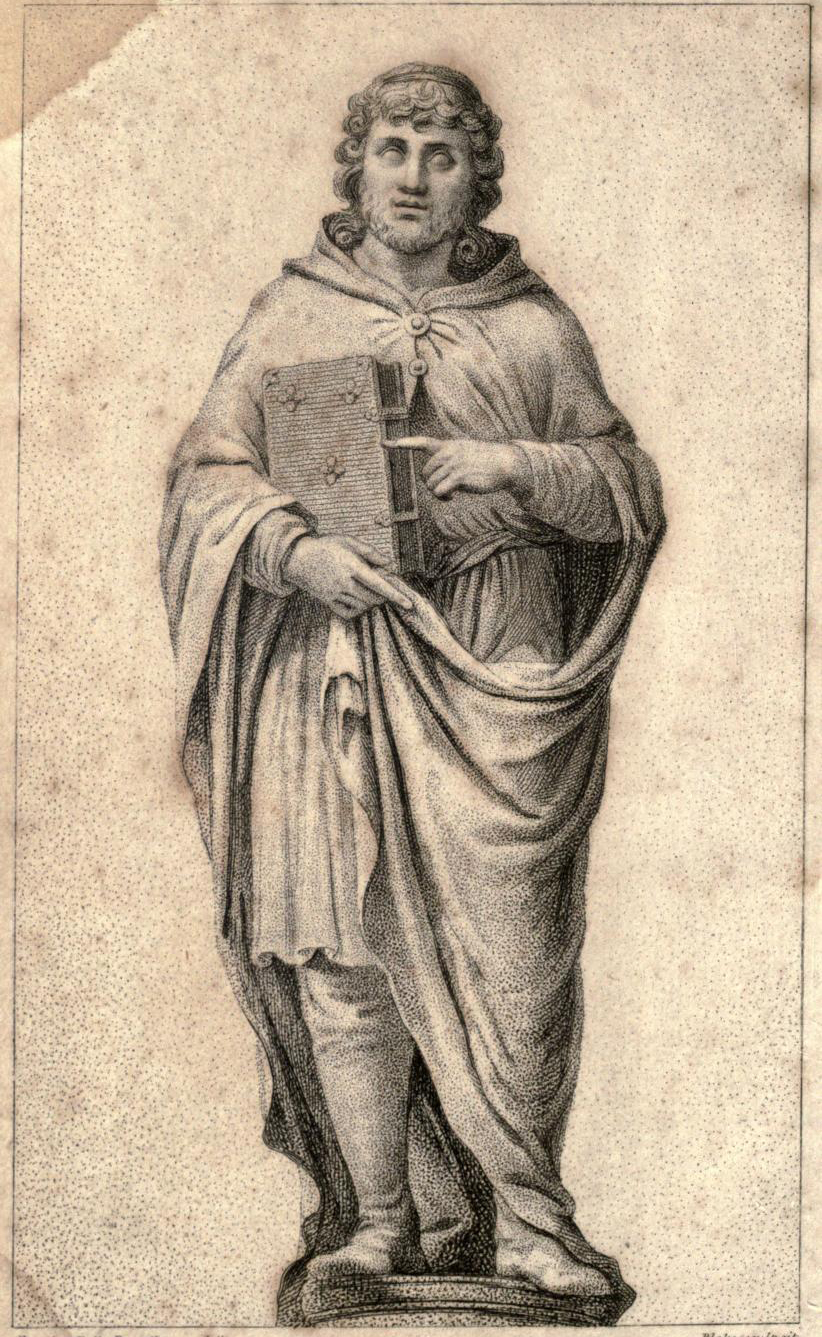
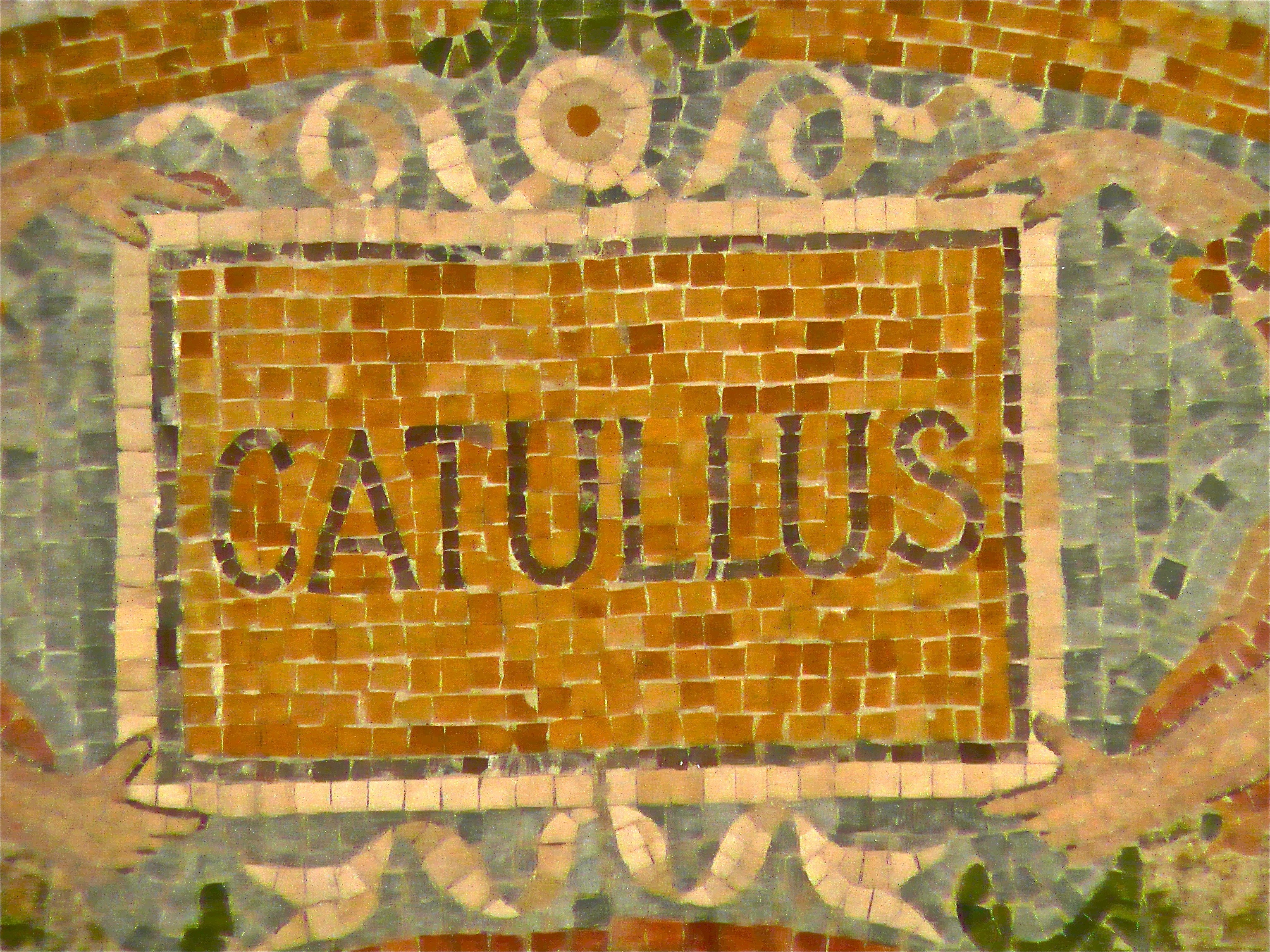
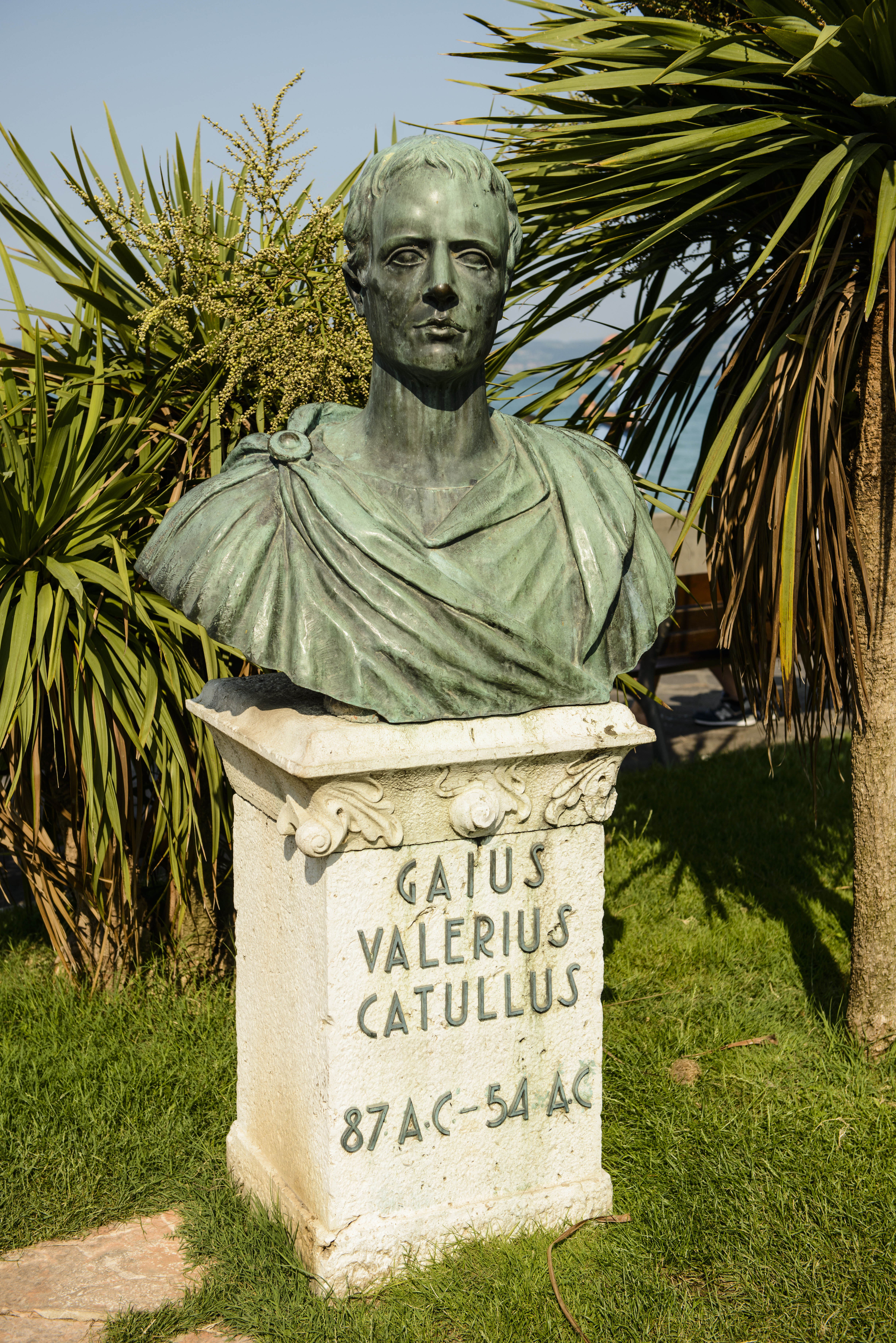
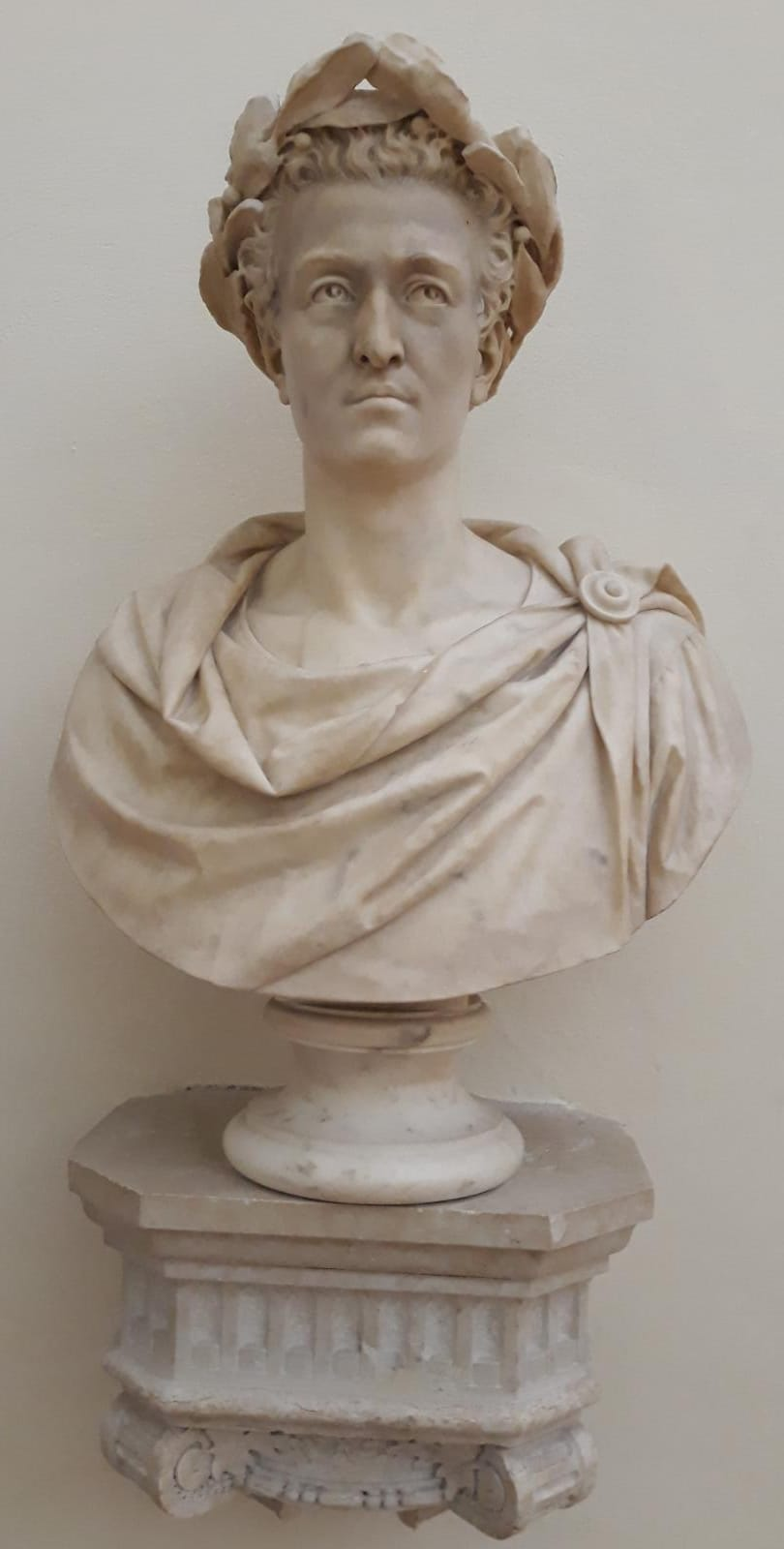
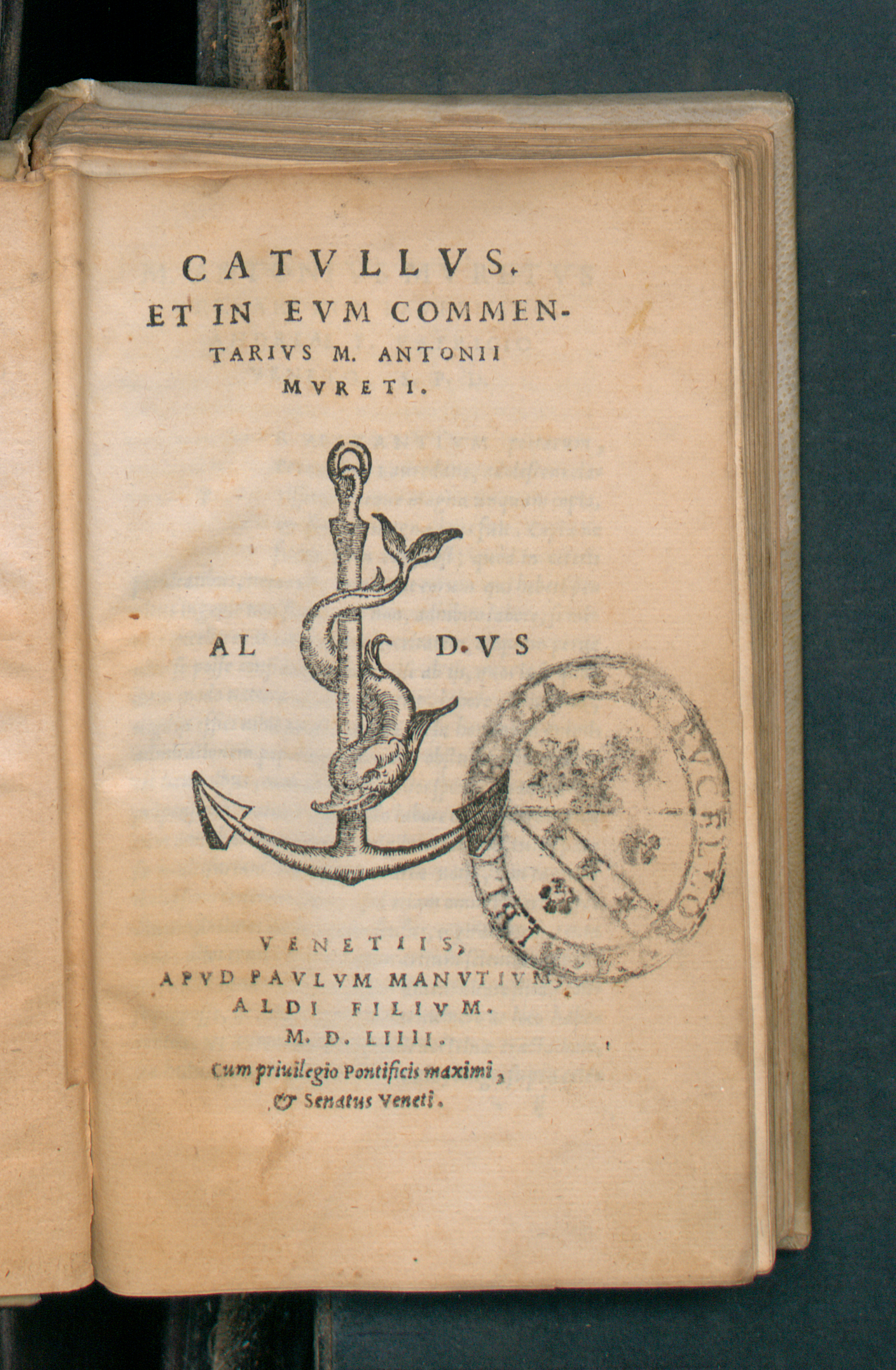
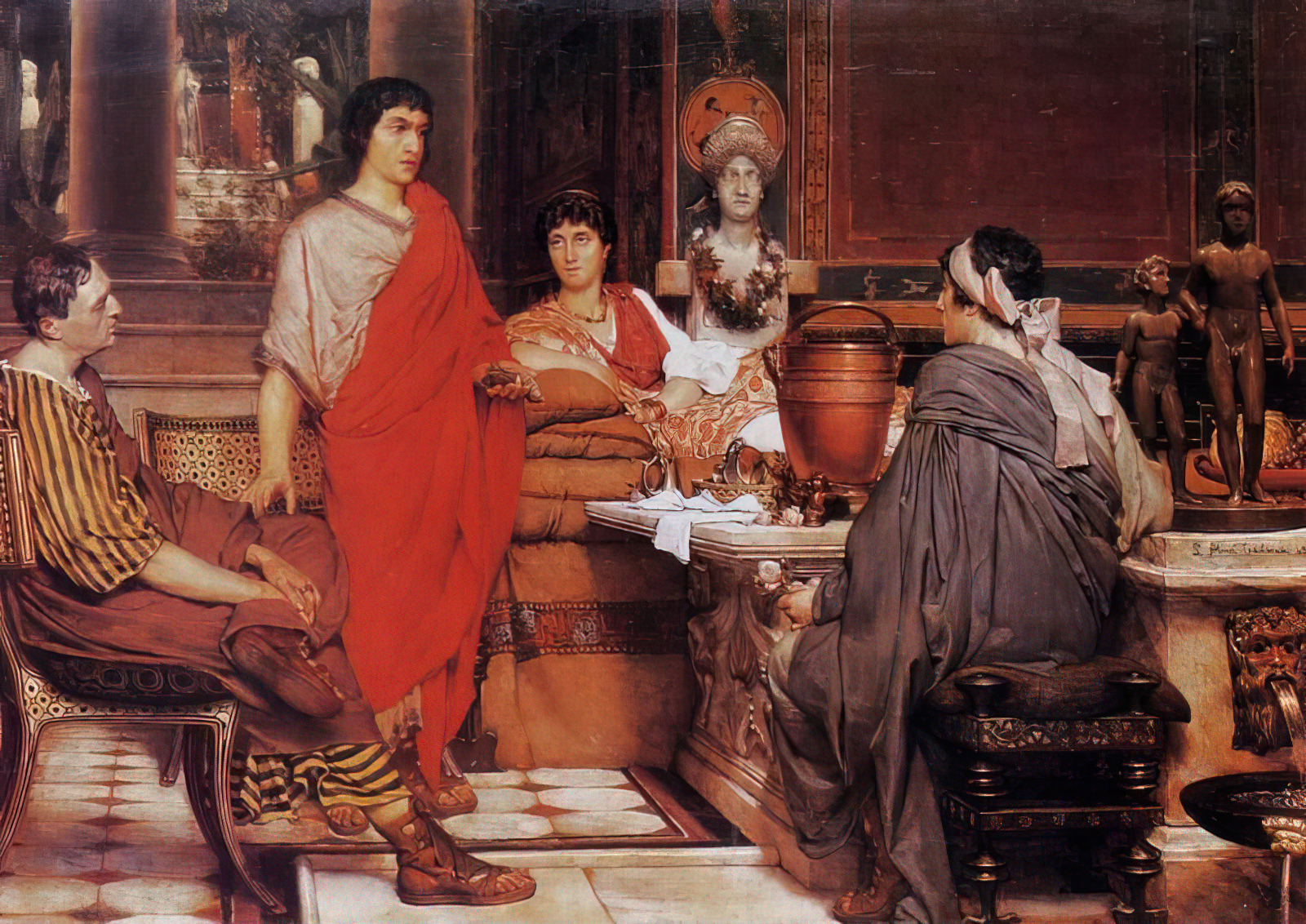
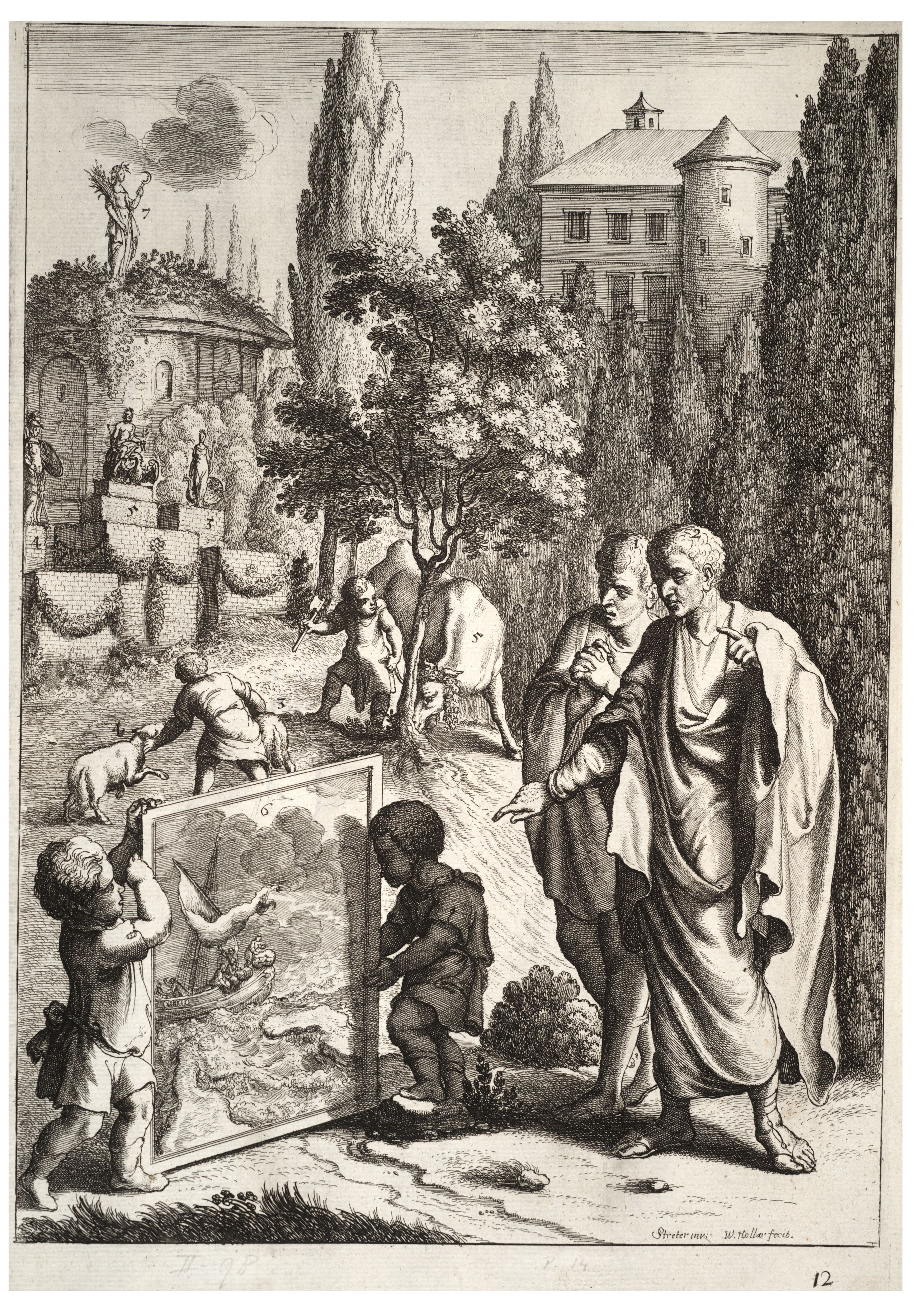